# Jonas Eidevall
Jonas Eidevall (ur. 28 stycznia 1983 w Borås) – szwedzki trener piłkarski, były trener zespołu Arsenal Woman. Jako szkoleniowiec prowadził również takie zespoły, jak Lunds BK oraz FC Rosengård.